# Walter Drews
Walter Drews (* 13. Mai 1917 in Bremen; † 29. Dezember 2005 in Hamburg) war ein deutscher Politiker (CDU).

## Leben
Drews, der römisch-katholischen Glaubens war, gehörte zu den Gründern der Baugenossenschaft Kolping in Hamburg, deren Vorstandsvorsitzender er seit 1961 auch war. Er war gelernter technischer Kaufmann. Er leistete im Zweiten Weltkrieg Kriegsdienst und geriet in Gefangenschaft.
Er engagierte sich politisch in der CDU, für die er nach der Rückkehr aus der Kriegsgefangenschaft ab 1946 hauptamtlich als Organisationsreferent arbeitete. 1949 wurde er auf der Liste des Wahlbündnisses Vaterstädtischer Bund Hamburg in den Bezirksausschuss Hamburg-Nord gewählt wurde, dem er bis 1953 angehörte. Anschließend wurde er hauptamtlicher Geschäftsführer zunächst der Hamburg-Block-Fraktion und später der CDU-Bürgerschaftsfraktion. 1959 wurde er von der Hamburgischen Bürgerschaft in die dritte Bundesversammlung gewählt, die Heinrich Lübke zum Bundespräsidenten wählte. Am 14. März 1965 rückte er für den verstorbenen Rolf Weise in die Hamburgische Bürgerschaft nach. Nachdem er bei der Bürgerschaftswahl 1966 wiedergewählt worden war, legte er zum 1. April 1968 sein Mandat und die Tätigkeit als Fraktionsgeschäftsführer nieder, da er beruflich Leiter des Eingabendienstes der Bürgerschaft geworden war. Eine Position, die er bis zum Eintritt in den Ruhestand 1982 innehatte.